# Kirsti Lay
Kirsti Lay (nascida em 7 de abril de 1988) é uma ciclista profissional canadense que compete em provas de pista. Lay competiu nos Jogos Pan-Americanos de 2015, na prova de perseguição por equipe.